# Танці з зірками (шостий сезон)
«Танці з зірками» — українське танцювальне шоу виробництва «1+1 Продакшн». Проєкт є адаптацією британського шоу «Strictly Come Dancing» телеканалу «BBC».
Шостий сезон виходив з 25 серпня по 24 листопада 2019 року.

## Судді
- Франциско Гомес — британський хореограф, визнаний майстер танцполу і один з представників танцювальної індустрії нового покоління.
- Катерина Кухар — народна артистка України та прима-балерина Національної опери України.
- Владислав Яма — український танцюрист, володар Кубку України з бальних танців.
- Григорій Чапкіс — український балетмейстер, Народний артист України, постійний суддя перших трьох сезонів, приєднався до суддівського складу шостого сезону у восьмому випуску.

## Ведучі «на балконі»
| Тиждень | Ведучий (а)                                                                  |
| ------- | ---------------------------------------------------------------------------- |
| 1       | Ігор Ласточкін                                                               |
| 2       | Олег Винник                                                                  |
| 3       | Наталія Могилевська                                                          |
| 4       | Леся Нікітюк                                                                 |
| 5       | Надія Матвєєва                                                               |
| 6       | Євген Кошовий і Ганна Буткевич                                               |
| 7       | Оля Полякова                                                                 |
| 8       | Потап із сином Андрієм                                                       |
| 9       | Юрій Ткач                                                                    |
| 10      | MARUV                                                                        |
| 11      | Регіна Тодоренко                                                             |
| 12      | Время и Стекло                                                               |
| 13      | Станіслав Боклан                                                             |
| 14      | Олег Винник, Серьога, Юлія Саніна, Ольга Горбачова, DZIDZIO і Ганна Буткевич |

## Учасники
| Зірки              | Рід занять                  | Партнери            | 1  | 2  | 3  | 4  | 5  | 6  | 7  | 8  | 9  | 10 | 11 | 12 | 13  | 14  | Статус       |
| ------------------ | --------------------------- | ------------------- | -- | -- | -- | -- | -- | -- | -- | -- | -- | -- | -- | -- | --- | --- | ------------ |
| Ксенія Мішина      | акторка                     | Євген Кот           | 24 | 30 | 27 | 37 | 25 | 30 | 27 | 35 | 33 | 33 | 40 | 65 | 107 | 113 | Перше        |
| Ганна Різатдінова  | художня гімнастка           | Олександр Прохоров  | 29 | 29 | 28 | 40 | 26 | 29 | 30 | 40 | 40 | 38 | 37 | 77 | 109 | 118 | Друге        |
| Вікторія Булітко   | актриса                     | Дмитро Дікусар      | 17 | 25 | 18 | 36 | 25 | 21 | 21 | 33 | 31 | 37 | 29 | 59 | 86  | 95  | Третє        |
| Володимир Остапчук | актор та телеведучий        | Ілона Гвоздьова     | 22 | 22 | 24 | 34 | 27 | 25 | 28 | 35 | 32 | 30 | 37 | 73 | 99  |     | Вибули 11-ми |
| Олена Кравець      | Акторка Студії «Квартал 95» | Максим Леонов       | 24 | 26 | 19 | 35 | 24 | 28 | 24 | 38 | 36 | 36 | 38 | 67 |     |     | Вибули 10-ми |
| Олексій Яровенко   | актор                       | Олена Шоптенко      | 21 | 17 | 23 | 34 | 21 | 20 | 26 | 34 | 34 | 34 | 37 |    |     |     | Вибули 9-ми  |
| Даніель Салем      | ведучий, лайф-коуч          | Юлія Сахневич       | 21 | 24 | 26 | 35 | 28 | 29 | 28 | 37 | 34 | 37 |    |    |     |     | Вибули 8-ми  |
| Людмила Барбір     | актриса та ведуча           | Дмитро Жук          | 27 | 26 | 26 | 32 | 27 | 26 | 28 | 35 | 30 |    |    |    |     |     | Вибули 7-ми  |
| Михайло Кукуюк     | актор                       | Єлизавета Дружиніна | 15 | 16 | 15 | 30 | 20 | 14 | 14 | 25 |    |    |    |    |     |     | Вибули 6-ми  |
| DZIDZIO            | Співак                      | Яна Цибульська      | 18 | 20 | 18 | 34 | 21 | 20 |    |    |    |    |    |    |     |     | Вибули 5-ми  |
| MARUV              | співачка                    | JAY                 | 25 | 26 | 24 | 35 | 23 |    |    |    |    |    |    |    |     |     | Вибули 4-ми  |
| Надія Матвєєва     | телеведуча                  | Валерій Шокін       | 17 | 19 | 20 | 33 |    |    |    |    |    |    |    |    |     |     | Вибули 3-ми  |
| Серьога            | співак, репер               | Аделіна Делі        | 19 | 23 | 20 |    |    |    |    |    |    |    |    |    |     |     | Вибули 2-ми  |
| Tayanna            | Співачка                    | Ігор Кузьменко      | 21 | 21 |    |    |    |    |    |    |    |    |    |    |     |     | Вибули 1-ми  |

| № пари | Конкурсанти                            | Танець             | Судді     | Судді    | Судді | Підсумок | Музичний супровід                                |
| № пари | Конкурсанти                            | Танець             | Франциско | Катерина | Влад  | Підсумок | Музичний супровід                                |
| ------ | -------------------------------------- | ------------------ | --------- | -------- | ----- | -------- | ------------------------------------------------ |
| 02     | Володимир Остапчук та Ілона Гвоздьова  | ча-ча-ча           | 8         | 7        | 7     | 22       | «Uptown Funk» — Марк Ронсон і Бруно Марс         |
| 01     | Tayanna і Ігор Кузьменко               | румба              | 7         | 7        | 7     | 21       | «Шкода» — Tayanna                                |
| 03     | Даніель Салем і Юлія Сахневич          | аргентинське танго | 8         | 7        | 6     | 21       | «Bad Guy» — Біллі Айліш                          |
| 10     | Ксенія Мішина і Женя Кот               | фокстрот           | 8         | 8        | 8     | 24       | «Мовчати» — Скрябін                              |
| 06     | Вікторія Булітко і Дмитро Дікусар      | лінді-хоп          | 6         | 6        | 5     | 17       | «A Little Party Never Killed Everybody» — Fergie |
| 05     | Олексій Яровенко і Олена Шоптенко      | віденський вальс   | 6         | 7        | 8     | 21       | «A New Day Has Come» — Селін Діон                |
| 09     | Надія Матвєєва і Валерій Шохін         | танго              | 7         | 6        | 4     | 17       | «Palladio» — Karl Jenkins                        |
| 04     | Людмила Барбір і Дмитро Жук            | контемпорарі-денс  | 8         | 10       | 9     | 27       | «Call Out My Name» — The Weeknd                  |
| 08     | Серьога та Аделіна Делі                | фрістайл           | 6         | 7        | 6     | 19       | «Чорний бумер» — Серьога                         |
| 12     | Анна Різатдінова та Олександр Прохоров | пасодобль          | 10        | 9        | 10    | 29       | «Коханці» — The Hardkiss                         |
| 11     | Михайло Кукуюк і Єлизавета Дружиніна   | квікстеп           | 6         | 4        | 5     | 15       | «Crazy in Love» — Бейонсе                        |
| 14     | MARUV і JAY                            | вог                | 10        | 6        | 9     | 25       | «Rockstar» — Post Malone                         |
| 07     | DZIDZIO та Яна Цибульська              | сальса             | 6         | 6        | 6     | 18       | «Чекаю. Цьом» — DZIDZIO та Оля Цибульська        |
| 13     | Олена Кравець і Максим Леонов          | фокстрот           | 7         | 9        | 8     | 24       | «Someone Like You» — Адель                       |

| № пари | Конкурсанти                            | Танець             | Судді     | Судді | Судді | Підсумок | Музичний супровід                             |
| № пари | Конкурсанти                            | Танець             | Франциско | Катя  | Влад  | Підсумок | Музичний супровід                             |
| ------ | -------------------------------------- | ------------------ | --------- | ----- | ----- | -------- | --------------------------------------------- |
| 01     | TAYANNA і Ігор Кузьменко               | фокстрот           | 7         | 7     | 7     | 21       | «Чекай» — Софія Ротару                        |
| 02     | Володимир Остапчук та Ілона Гвоздьова  | танго              | 6         | 8     | 8     | 22       | «Вовчиця» — Олег Винник                       |
| 03     | Даніель Салем і Юлія Сахневич          | контемпорарі       | 9         | 7     | 8     | 24       | «Quand c'est ?» — Stromae                     |
| 04     | Людмила Барбір і Дмитро Жук            | ф'южн              | 9         | 9     | 8     | 26       | «Forever Young» — Alphaville                  |
| 05     | Олексій Яровенко і Олена Шоптенко      | ча-ча-ча           | 5         | 6     | 6     | 17       | «I Feel Good» — Джеймс Браун (Jessie J cover) |
| 06     | Вікторія Булітко і Дмитро Дікусар      | румба              | 10        | 7     | 8     | 25       | «Non, Je ne regrette rien» — Едіт Піаф        |
| 07     | DZIDZIO та Яна Цибульська              | пасодобль          | 7         | 7     | 6     | 20       | «Пісня буде поміж нас» — Володимир Івасюк     |
| 08     | SERYOGA та Аделіна Делі                | віденський вальс   | 8         | 8     | 7     | 23       | «Little Susie» — Майкл Джексон                |
| 09     | Надія Матвєєва і Валерій Шохін         | самба              | 7         | 7     | 5     | 19       | «Qué Hiciste» — Дженніфер Лопес               |
| 10     | Ксенія Мішина і Женя Кот               | джаз-модерн        | 10        | 10    | 10    | 30       | «Less» — Nils Frahm                           |
| 11     | Михайло Кукуюк і Єлизавета Дружиніна   | аргентинське танго | 5         | 5     | 6     | 16       | «Мить» — Океан Ельзи                          |
| 12     | Анна Різатдінова та Олександр Прохоров | фрістайл           | 10        | 10    | 9     | 29       | «Vogue» — Мадонна                             |
| 13     | Олена Кравець і Максим Леонов          | модерн             | 7         | 10    | 9     | 26       | «Давай будет так» — Віра Полозкова            |
| 14     | MARUV і JAY                            | віденський вальс   | 8         | 9     | 9     | 26       | «Вальс» — Арам Хачатурян                      |

| № пари | Конкурсанти                            | Танець           | Судді     | Судді    | Судді | Підсумок | Музичний супровід                   |
| № пари | Конкурсанти                            | Танець           | Франциско | Катерина | Влад  | Підсумок | Музичний супровід                   |
| ------ | -------------------------------------- | ---------------- | --------- | -------- | ----- | -------- | ----------------------------------- |
| 05     | Олексій Яровенко і Олена Шоптенко      | румба            | 8         | 9        | 6     | 23       | «Безодня» — Бумбокс і Тіна Кароль   |
| 11     | Михайло Кукуюк і Єлизавета Дружиніна   | ліричний хіп-хоп | 6         | 4        | 5     | 15       | «Охрана отмєна» — Jerry Heil        |
| 03     | Даніель Салем і Юлія Сахневич          | фрістайл         | 9         | 9        | 8     | 26       | «Шаленій» — Гайтана                 |
| 09     | Надія Матвєєва і Валерій Шохін         | віденський вальс | 7         | 7        | 6     | 20       | «Пісня про рушник»                  |
| 04     | Людмила Барбір і Дмитро Жук            | пасодобль        | 9         | 9        | 8     | 26       | «Плакала» — KAZKA                   |
| 07     | DZIDZIO та Яна Цибульська              | фольк-модерн     | 6         | 6        | 6     | 18       | «Під облачком»                      |
| 10     | Ксенія Мішина і Женя Кот               | танго            | 9         | 9        | 9     | 27       | «Саме той» — Анастасія Приходько    |
| 02     | Володимир Остапчук та Ілона Гвоздьова  | фокстрот         | 8         | 8        | 8     | 24       | «Пробач» — Сергій Бабкін            |
| 13     | Олена Кравець і Максим Леонов          | сальса           | 6         | 7        | 6     | 19       | «Дим» — Время и Стекло              |
| 12     | Анна Різатдінова та Олександр Прохоров | віденський вальс | 9         | 10       | 9     | 28       | «Тримай» — Христина Соловій         |
| 08     | Серьога та Аделіна Делі                | пасодобль        | 6         | 7        | 7     | 20       | «Ой, не ходи, Грицю»                |
| 06     | Вікторія Булітко і Дмитро Дікусар      | хіп-хоп          | 6         | 6        | 6     | 18       | «Падло» — Alyona alyona і Аліна Паш |
| 14     | MARUV і JAY                            | контемпорарі     | 6         | 8        | 10    | 24       | «Чому квіти мають очі» — Джамала    |

| № пари | Конкурсанти                            | Танець             | Судді   | Судді     | Судді    | Судді | Підсумок | Музичний супровід                       |
| № пари | Конкурсанти                            | Танець             | MONATIK | Франциско | Катерина | Влад  | Підсумок | Музичний супровід                       |
| ------ | -------------------------------------- | ------------------ | ------- | --------- | -------- | ----- | -------- | --------------------------------------- |
| 04     | Людмила Барбір і Дмитро Жук            | фрістайл           | 10      | 6         | 9        | 7     | 32       | «Crazy In Love» — Бейонсе               |
| 03     | Даніель Салем і Юлія Сахневич          | сальса             | 10      | 9         | 8        | 8     | 35       | «Пуля-Дура» — Loboda                    |
| 09     | Надія Матвєєва і Валерій Шохін         | фокстрот           | 9       | 8         | 9        | 7     | 33       | «Любовь похожая на сон» — Алла Пугачова |
| 06     | Вікторія Булітко і Дмитро Дікусар      | танго              | 10      | 9         | 9        | 8     | 36       | «Instrumental Music»                    |
| 05     | Олексій Яровенко і Олена Шоптенко      | аргентинське танго | 9       | 7         | 10       | 8     | 34       | «The Hills» — The Weeknd                |
| 12     | Анна Різатдінова та Олександр Прохоров | румба              | 10      | 10        | 10       | 10    | 40       | «I Put A Spell On You» — Гару           |
| 07     | DZIDZIO та Яна Цибульська              | джайв              | 9       | 8         | 9        | 8     | 34       | «Гоп гоп гоп» — Вєрка Сердючка          |
| 02     | Володимир Остапчук та Ілона Гвоздьова  | фрістайл           | 9       | 8         | 9        | 8     | 34       | «7 rings» — Аріана Ґранде               |
| 11     | Михайло Кукуюк і Єлизавета Дружиніна   | диско              | 8       | 8         | 7        | 7     | 30       | «Номер Один» — Оля Полякова             |
| 13     | Олена Кравець і Максим Леонов          | ф'южн              | 10      | 7         | 10       | 8     | 35       | «Сильно» — MONATIK                      |
| 10     | Ксенія Мішина і Женя Кот               | віденський вальс   | 9       | 9         | 10       | 9     | 37       | «Горіла сосна» — Тоня Матвієнко         |
| 14     | MARUV і JAY                            | пасодобль          | 10      | 5         | 10       | 10    | 35       | «Freestyler» — Bomfunk MC's             |

| №  | Пари               | Танець            | Судді     | Судді    | Судді | Підсумок | Музичний супровід                |
| №  | Пари               | Танець            | Франциско | Катерина | Влад  | Підсумок | Музичний супровід                |
| -- | ------------------ | ----------------- | --------- | -------- | ----- | -------- | -------------------------------- |
| 3  | Даніель та Юлія    | віденський вальс  | 10        | 9        | 9     | 28       | «Skin» — Rag'n'Bone Man          |
| 2  | Володимир та Ілона | народне диско     | 9         | 9        | 9     | 27       | «Ziben Ziben» — Вєрка Сердючка   |
| 6  | Вікторія та Дмитро | контемпорарі-денс | 7         | 10       | 8     | 25       | «Time» — Ганс Ціммер             |
| 12 | Анна та Олександр  | ф'южн             | 9         | 9        | 8     | 26       | «Rise» — Кеті Перрі              |
| 5  | Олексій та Олена   | фрістайл          | 6         | 8        | 7     | 21       | «Iron sky» — Паоло Нутіні        |
| 7  | DZIDZIO та Яна     | квікстеп          | 7         | 7        | 6     | 20       | «Я і Сара» — DZIDZIO             |
| 10 | Ксенія та Євген    | хіп-хоп           | 7         | 8        | 10    | 25       | «Моим» — MONATIK                 |
| 11 | Михайло та Ліза    | ча-ча-ча          | 8         | 5        | 7     | 20       | «Полюбэ» — Mozgi                 |
| 5  | Олена та Максим    | квікстеп          | 6         | 9        | 9     | 24       | «Так же как все» — Алла Пугачова |
| 4  | Людмила та Дмитро  | фокстрот          | 9         | 9        | 9     | 27       | «Шлях додому» — Джамала          |
| 14 | MARUV та JAY       | стріп             | 8         | 6        | 9     | 23       | «Drunk Groove» — MARUV та JAY    |

| №  | Пари               | Танець            | Судді     | Судді    | Судді | Підсумок | Музичний супровід                       |
| №  | Пари               | Танець            | Франциско | Катерина | Влад  | Підсумок | Музичний супровід                       |
| -- | ------------------ | ----------------- | --------- | -------- | ----- | -------- | --------------------------------------- |
| 6  | Вікторія та Дмитро | пасодобль         | 8         | 7        | 6     | 21       | «Victorious» — Panic! at the Disco      |
| 3  | Даніель та Юлія    | румба             | 10        | 10       | 9     | 29       | «Shallow» — Бредлі Купер і Lady Gaga    |
| 2  | Володимир та Ілона | контемпорарі-денс | 9         | 8        | 8     | 25       | «Never an Absolution» — Джеймс Горнер   |
| 11 | Михайло та Ліза    | лінді-хоп         | 6         | 3        | 5     | 14       | «Hey Pachuco» — Royal Crown Revue       |
| 12 | Анна та Олександр  | ча-ча-ча          | 9         | 10       | 10    | 29       | «Cake by the Ocean» — DNCE              |
| 5  | Олексій та Олена   | джайв             | 5         | 8        | 7     | 20       | «Toxic» — Брітні Спірс                  |
| 10 | Ксенія та Євген    | джаз              | 10        | 10       | 10    | 30       | Саундтрек до фільму «Чикаго»            |
| 7  | DZIDZIO та Яна     | танго             | 8         | 6        | 7     | 21       | Саундтрек до фільму «Мулен Руж!»        |
| 4  | Людмила та Дмитро  | джайв             | 9         | 9        | 8     | 26       | «You Can Never Tell» — Чак Беррі        |
| 13 | Олена та Максим    | фристайл          | 9         | 10       | 9     | 28       | «I am the E.G.G.M.A.N.» — Paul Shortino |

| Тиждень | Виконавці           | Пісні     |
| ------- | ------------------- | --------- |
| 1       | Тіна Кароль         | «Вабити»  |
| 2       | Олег Винник         | «Вовчиця» |
| 3       | Наталія Могилевська | «Скучаю»  |